# Monte Vancouver
Il Monte Vancouver è l'ottava montagna più alta del Canada ed è situata nel Kluane National Park and Reserve sul confine con gli Stati Uniti.
Ha tre cime: nord, centro e sud: quella centrale è la più bassa; la cima sud è posta sul confine di Canada e Stati Uniti ed è nota con il nome di Good Neighbor Peak. La cima tocca quota 4.810 metri sul livello del mare.
È stata così nominata da W.H. Dall nel 1874 in onore di George Vancouver che esplorò la costa sud-est dell'Alaska tra il 1792 e il 1794.